# Fiat Fastback
O Fiat Fastback é um crossover cupê de porte compacto produzido pela FIAT principalmente para o mercado sul-americano. Foi lançado em agosto de 2022.

## Visão geral
É a versão SUV cupê do Pulse e baseada na mesma plataforma MLA. No Brasil, posiciona-se como carro-chefe da Fiat apenas abaixo do importado Fiat 500e. Está disponível com os motores a gasolina 1.0 turbo, 1.0 Turbo Hibrido Leve e 1.3 turbo.
O modelo leva a mesma denominação do carro conceito apresentado no Salão do Automóvel de 2018, que serviu como inspiração e foi elogiado mundialmente por seu design que trazia a harmonização perfeita entre os desenhos de um SUV e um coupé. O nome Fastback faz referência direta a uma categoria super seleta de carros que têm em comum o desenho veloz e curvas dinâmicas da carroceria.

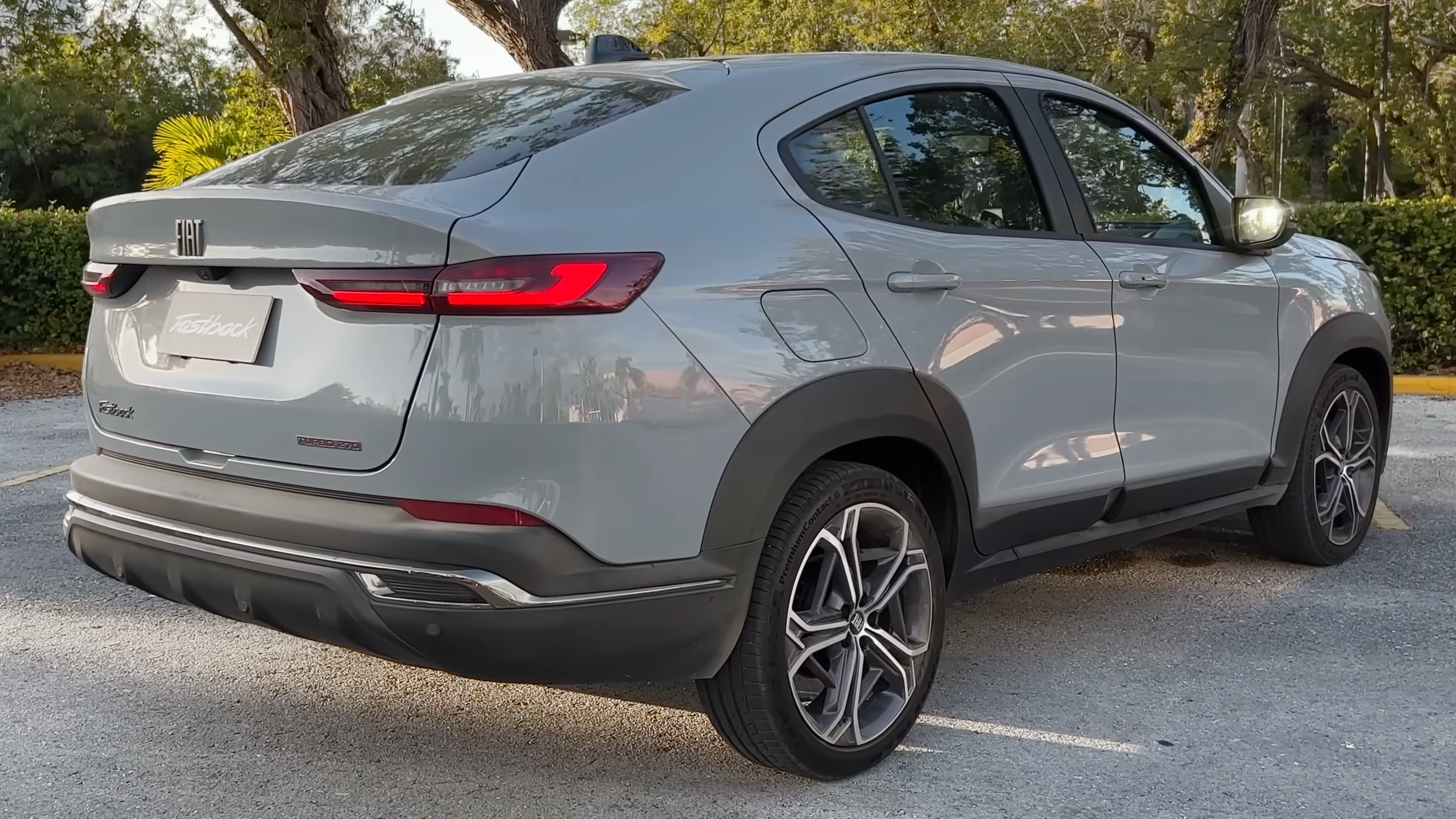
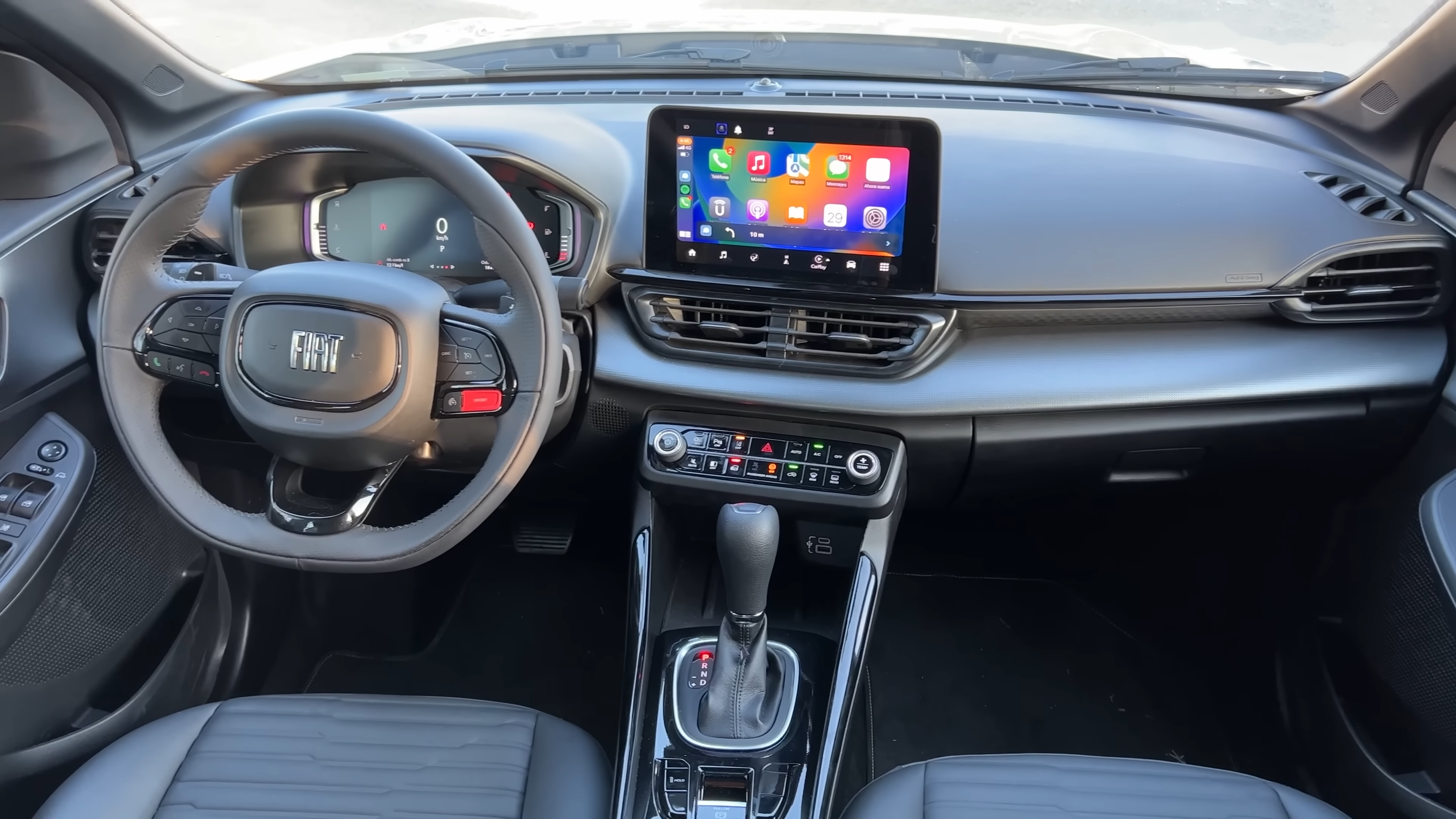

## Segurança
O Fastback vem com 4 airbags, iluminação LED, farol alto automático, sistema de monitoramento de pressão dos pneus, assistente de partida em rampa, sistema de controle de tração, ESC, sistema de aviso de saída de faixa, freios a disco ventilados dianteiros, ABS com EBD, ESS e sistema anti-colisão. Faróis de neblina em curva são opcionais.

## Fastback Abarth
Em 2023 a Fiat apresentou o Fastback Abarth, o modelo utiliza o mesmo 1.3 Turbo de 185cv(Etanol) do Limited porém a Abarth fez alterações no veiculo com molas mais rígidas e amortecedores 21% mais estáveis. O modelo usa um escapamento com duas saidas separadas com sistema esportivo, a dirigibilidade ficou mais esportiva por conta das alterações e o 0 a 100km/h é feito em 7,6 segundos com a velocidade máxima de 220km/h divulgado pela Fiat.

## Fastback Hibrido
A Fiat no final de 2024 anunciou que o Fastback e o Pulse receberiam o novo conjunto hibrido leve (MHEV) de 12v que utiliza o motor 1.0 Turbo junto ao sistema hibrido leve. O sistema substitui a função do alternador e do motor de arranque com um motor elétrico ligado ao virabrequim por correia, assim ele realiza as funções do alternador e a do motor de arranque. A sua bateria fica localizada abaixo do banco do motorista tendo 0,123 kWh de capacidade, e o conjunto hibrido também é conectado a bateria padrão que teve sua capacidade aumentada de 60 ampères para 68. A potencia do motor 1.0 T200 não se altera já que o motor elétrico tem somente 4cv de potencia e 1 kgfm de torque e é limitado a somente 3500 rpm. O consumo do Fastback foi a melhor melhoria, com 12,5% de melhoria de consumo na gasolina e 9,9% no etanol, sendo no ciclo urbano 8,9km/l (Etanol) e 12,6km/l (Gasolina), já na estrada o consumo é de 9,8km/l(Etanol) e 13,9km/l (Gasolina).

## Fasback Facelift 2026
Em 2025 a Fiat anunciou um facelift para a linha Fastback e Pulse, esse facelift na parte visual adicionou um novo para-choque dianteiro para o Fastback, uma nova grade com elementos verticais e borda mais quadrada, paralamas e para-choques pintados nas versões Impetus (como opcional) e Limited de série, para-choque traseiro novo nas versões Impetus (como opcional) e Limited e novas rodas de liga leve em todas as versões. Nos equipamentos e parte interna o facelift ofereceu uma nova padronagem dos bancos em algumas versões, teto solar como opcional nas versões Impetus e Limited e na Abarth de série, banco elétrico na versão Abarth de série e como opcional na versão Limited, iluminação nos parassóis e alerta de ponto cego na Limited e Abarth e melhor acabamento nas portas com grandes aéreas com vinil macio (imitando couro) ou tecido a depender da versão.

## Referencias
1. https://moparinsiders.com/fiat-brazil-official-shows-off-its-all-new-fastback-coupe-suv/
2. https://www.carscoops.com/2022/08/fiat-fastback-breaks-cover-as-a-coupe-suv-version-of-the-pulse-for-south-america/
3. https://motor1.uol.com.br/news/602277/fiat-fastback-novo-teaser-lancamento/
4. https://ar.motor1.com/news/602234/presentacion-fiat-fastback/
5. https://www.16valvulas.com.ar/fiat-fastback-la-marca-italiana-presento-su-nuevo-suv-coupe-en-brasil-y-estas-son-sus-caracteristicas/
6. https://www.noticiasautomotivas.com.br/fiat-fastback/
7. https://autopapo.uol.com.br/noticia/fiat-fastback-2023-precos/
8. https://autoesporte.globo.com/lancamentos/noticia/2023/10/fiat-fastback-abarth-e-versao-envenenada-do-suv-que-custa-r-159990.ghtml
9. https://quatrorodas.abril.com.br/testes/fiat-fastback-2026-estreia-mais-equipado-para-fazer-mais-inveja-aos-europeus
10. https://autoesporte.globo.com/setor-automotivo/inovacao-e-tecnologia-em-automoveis/noticia/2024/11/fiat-t200-hybrid-motor-hibrido-flex-pulse-fastback.ghtml

1. ↑  Miller, Robert S. (4 de agosto de 2022). «FIAT Brazil Official Shows Off Its All-New Fastback Coupe SUV!». moparinsiders.com (em inglês)
2. ↑  Pappas, Thanos (4 de agosto de 2022). «Fiat Fastback Breaks Cover As A Coupe-SUV For South America». carscoops.com (em inglês)
3. ↑  «Fiat Fastback 2023: este é o SUV-cupê da marca que chega este ano». Motor1.com
4. ↑  «Fiat mostró en Brasil al Fastback (hermano SUV del Cronos)». Motor1.com (em espanhol)
5. ↑  Romero, Jonathan (15 de setembro de 2022). «Fiat Fastback: la marca italiana presentó su nuevo SUV Coupé en Brasil y estas son sus características». 16 Valvulas
6. ↑  «Fiat Fastback 2023: versões, preços e equipamentos - Notícias Automotivas». www.noticiasautomotivas.com.br. 15 de setembro de 2022
7. ↑  Jabulas, Marcelo. «Fiat Fastback 2023: preços, versões, fotos, vídeo e impressões». AutoPapo
8. ↑  «Fiat T200 Hybrid: como funciona o motor híbrido flex de Pulse e Fastback». autoesporte. 7 de novembro de 2024. Consultado em 17 de agosto de 2025